# Janus compressus
Janus compressus is een vliesvleugelig insect uit de familie van de halmwespen (Cephidae). De wetenschappelijke naam van de soort is voor het eerst geldig gepubliceerd in 1793 door Fabricius.
Perenscheutwespen vliegen in 1 generatie vanaf scheutgroei (eind april/begin mei) over een periode tot 4 weken. Vluchtcurves zijn moeilijk te monitoren omdat zowel gele als witte vangplaten nauwelijks volwassenen vangen in sterk aangetaste boomgaarden (ervaring pcfruit). De eerste eieren (eilegspiraal is dadelijk zichtbaar) worden gelegd net voordat de schade (verwelkte scheuten) zichtbaar wordt. Na 12-14 dagen worden embryo's waargenomen in eieren in de beschadigde scheuten en ongeveer 4 weken na de eerste schade worden larven van 2-3 mm waargenomen. Volgroeide larven zijn ongeveer 10 mm lang. In september ronden de larven hun ontwikkeling af en maken ze een cocon waar ze overwinteren. Larven brengen hun hele leven door in aangetaste scheuten. Het popstadium wordt vanaf eind maart/begin april in het jaar nadien waargenomen en duurt 4-5 weken.